# Rebreather

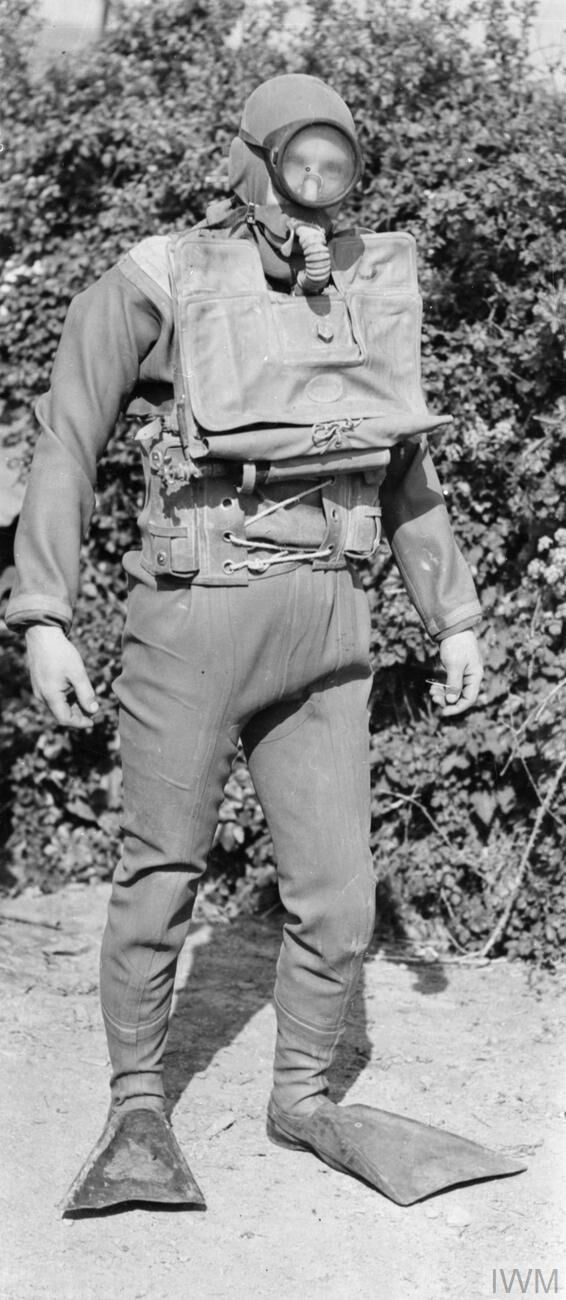
Brytyjski płetwonurek z rebreatherem

Rebreather (z ang. rebreath, oddychać ponownie), aparat oddechowy o obiegu zamkniętym (lub półzamkniętym), potocznie oddycharka – urządzenie do oddychania cechujące się wielokrotnym użyciu tej samej mieszanki oddechowej. Używany jest m.in. w medycynie (anestezjologia) oraz nurkowaniu.
Ogólny schemat jest następujący: gaz wydychany z płuc przechodzi przez pochłaniacz z absorbentem (wapno sodowane) dwutlenku węgla i trafia do worka oddechowego. Ten gaz jest zubożony w tlen. Do worka oddechowego podłączony jest dozownik uzupełniający tlen z butli. Gaz z worka oddechowego trafia ponownie do płuc przy wdechu. Prawidłowy kierunek przepływu gazu do oddychania zapewniają zawory jednodrożne umieszczone w ustniku.
W zależności od konstrukcji oddycharki dzielą się na:
- zamknięte wykorzystujące czysty tlen – oznaczane jako Pure Oxygen CCR
- zamknięte wykorzystujące tlen oraz gaz obojętny sterowane przy pomocy mikroprocesora – CCR
- półzamknięte aktywne – wyposażone w dysze o stałym wydatku podającą nitrox do worka oddechowego – SCR
- półzamknięte pasywne – aparat przy każdym wydechu wyrzuca na zewnątrz stałą część wydychanego gazu (typowo 1/8 objętości); po kilku cyklach oddechowych powoduje to zapadnięcie się worka oddechowego i otwarcie zaworu dodającego świeżą mieszankę oddechową (PSCR).

## Korzyści wynikające ze stosowania rebreathera
- oszczędność gazu – w większości zużycie mieszanki nie zależy od głębokości
- oddychanie ciepłym i wilgotnym zamiennikiem powietrza – poprawienie bilansu cieplnego i zapobieganie odwodnieniu
- brak lub niewielka ilość bąbli
- cicha praca

## Wady stosowania rebreathera
- wysoka cena
- wymagane specjalne materiały eksploatacyjne (gazy, wsad pochłaniacza)
- skomplikowana obsługa – wymagane oddzielne kursy nurkowe
- zagrożenie niedotlenieniem (hipoksją) w wypadku awarii układu dodawczego; co groźniejsze, nie ma odczuwalnych objawów aż do chwili wystąpienia zaburzeń świadomości
- zagrożenie hiperoksją, czyli nadmiarem tlenu w przypadku awarii układu dodawczego; prowadzi do drgawek i śmierci pod wodą
- ryzyko zatrucia chemicznego (po zalaniu układu materiał pochłaniacza tworzy żrący roztwór)